# トヨタ・ブリザード

ブリザード（BLIZZARD）とは、ダイハツ工業が製造、トヨタ自動車が販売していたクロスカントリータイプの四輪駆動車である。

## 概要
トヨタビスタ店の設立に伴いビスタ店専売車として登場した、ダイハツ・タフトのOEM車である。従って、頑丈なはしごフレームに、4輪リーフリジッドサスペンションを組み合わせたシャシを備える、小型ながら本格的なクロスカントリーカーである。
ボディは、タフト同様ショートボディーのみで、同様に幌タイプ、バン、レジントップ（FRPトップ）の3タイプが用意されていたが、エンジンのみは2.2Lのトヨタ製のL型 直列4気筒SOHC渦流室式ディーゼルに変更されている。
1984年、タフトからラガーへのモデルチェンジを機に、ブリザードもラガーのOEMへと変更され、2代目となる。ただしラガーに設定されていたレジントップは設定されていない。エンジンは2.4Lの2L型ディーゼルへ変更され、後にターボも追加された。

## 初代 LD10型（1980年 - 1984年）
- 1980年4月、発表。ダイハツ・タフトのOEM 。エンジンはトヨタ製L型 2200ディーゼル 72馬力。ボディは幌タイプ・鋼板（メタル）トップの2種類。ランドクルーザーの弟分で、ビスタ店、および沖縄トヨタで取り扱っていた。
- 1980年7月、ビスタ店開店記念車「ビスタエディション」を限定発売。
- 1981年10月、レジントップ（FRP製ハードトップ）とデラックス仕様を追加。
- 1982年10月、昭和57年排出ガス規制適合。マニュアルトランスミッションを5速化（タフト共々ATの設定は無い）。

## 2代目 LD2#型（1984年 - 1990年）
- 1984年5月、フルモデルチェンジでダイハツ・ラガーのOEMとなる。ボディサイズも一回り以上拡大され、内外装共に乗用車感覚は一段と高まった。車種は4ナンバーのバンのみ。先代と異なりフロントディスクブレーキが全車標準装備され、冷房装置も吊り下げ式クーラーに替わってエアコンがオプション設定された。エンジンは2.4Lのトヨタ製2L型ディーゼルで、グロス83馬力。
- 1985年9月、新設のディーゼルターボワゴン、及び既存のバンにターボ車の追加。エンジンは2.4Lの2L-T型ネット85馬力。
- 1987年9月　マイナーチェンジ。ヘッドランプを規格型の丸形2灯から、規格型の角形2灯へ変更（上級グレードはハロゲン球換え式）。
- 1990年3月[4]､生産終了。以降は在庫対応分のみの販売となる。
- 1990年4月、販売終了。ダイハツ・ラガーはそのまま継続生産される。代わりに「ランドクルーザーワゴン」を「ランドクルーザープラド」へと改称、トヨタ店とトヨタビスタ店の2チャンネル扱いにする。よってコンパクトクロスカントリー車はトヨタのラインナップからは一時廃止される。
- その後、1994年にカローラ、セリカをベースとした乗用車タイプのエントリーSUVとして、RAV4（カローラ店及びトヨタオート店）が登場するが、サイズアップに伴いコンパクトSUVは再度ダイハツのOEM車となり、キャミ → ラッシュ（トヨペット店）→ライズへと続く。

## 車名の由来
英語で「地吹雪」を意味する。